# Aziz
Aziz ou Sebt Aziz (em árabe: عزيز) é uma comuna localizada na província de Médéa, Argélia. De acordo com o censo de 2008, a população total da cidade era de 10 765 habitantes.